# Lophoptera nigrosuffusa
Lophoptera nigrosuffusa är en fjärilsart som beskrevs av Embrik Strand 1917. Lophoptera nigrosuffusa ingår i släktet Lophoptera och familjen nattflyn. Inga underarter finns listade i Catalogue of Life.